# پارک ملی اوگاساوارا
پارک ملی اوگاساوارا (به ژاپنی: 小笠原国立公園) یک پارک ملی است که در جزایر اوگاساوارا در توکیو واقع شده‌است و با مساحت ۶٫۶۲۹ هکتار کوچکترین پارک ملی ژاپن محسوب می‌شود.

## جغرافیای پارک
تمامی جزایر جزایر اوگاساوارا به غیر از چهار جزیره در حوزهٔ این پارک ملی قرار گرفته و این جزایر در فاصله ۱۰۰۰ کیلومتری جنوب شرقی توکیو واقع شده‌اند.